# ㅐ
ㅐ是朝鲜语谚文中的一个元音字母。该字母的名称为“애”。
ㅐ在今日的标准韩国语中读作半开前不圆唇元音/ɛ/，不过在首尔方言里实际读作/e/，与ㅔ没有区别。
ㅐ在馬-賴轉寫和文观部式中被转写为ae。
ㅐ在朝鲜语盲文中，被表记为。其摩尔斯电码为“－－・－”。
ㅐ由ㅏ和ㅣ组成，据此可以推测其在中古朝鲜语中读作双元音/ai/。此后，在18世纪末，读音演化成单元音。
法语中的ɛ̃和英语中的/æ/，朝鲜语都用ㅐ进行转写。

## 字符编码
| 種類               | 用途 | Unicode | HTML              |
| ------------------ | ---- | ------- | ----------------- |
| 諺文相容字母       | ㅐ   | U+3150  | {{{홀소리 HTML}}} |
| 諺文字母應用       |      | U+1162  | &#4450;           |
| 漢陽私人使用區應用 |      | U+F80B  | &#63499;          |
| 半形字母           | ￃ    | U+FFC3  | &#65475;          |